# Ouvrez les guillemets
Pour l’article homonyme, voir Ouvrez les guillemets pour la série politique de Mediapart.
Ouvrez les guillemets est un magazine littéraire télévisé français présenté par Bernard Pivot et diffusé du lundi 2 avril 1973 au 25 novembre 1974 sur la première chaîne de l'ORTF.

## Histoire
Dans le cadre de la nouvelle grille de programmes mise en place par le PDG de l'ORTF, Arthur Conte, et sa directrice de chaîne, Jacqueline Baudrier, Ouvrez les guillemets remplace toutes les émissions littéraires du même genre jusque-là diffusées sur la première chaîne, afin d'éviter l'esprit de chapelle et la dispersion des énergies. Les animateurs des anciennes émissions littéraires font désormais partie de l'équipe de Bernard Pivot.
L'émission se poursuit dès janvier 1975 sous le nom d'Apostrophes sur la toute nouvelle Antenne 2 que Bernard Pivot rejoint à l'appel de son co-créateur, Jacques Chancel.

## Principe de l'émission
Cette émission littéraire se veut le magazine des livres et des idées. Bernard Pivot souhaite donner de l'appétit pour la lecture, marier le sérieux, la polémique et l'humour.

## Intervenants
- Roger Garaudy
- Arthur Rubinstein
- Jacques Bergier
- Raymond Devos
- Claude Bourdet
- Pierre de Bénouville
- René Barjavel
- Gilles de Bure
- Alain Delon
- Eugène Ionesco
- Georges Marchais
- Salvador Dalí
- Roland Barthes
- Patrick Besson
- Anaïs Nin
- Jean-Edern Hallier
- Michel Déon
- Jean Dutourd
- Gabriel Matzneff
- Fernando Arrabal
- Marcel Achard
- Gina Lollobrigida